# 고양시 덕양구의 국회의원

## 행정구역 변천
- 1996년 3월 1일 고양시 조례에 의해 고양시 덕양구 설치

## 고양시 덕양구의 역대 국회의원
| 대수   | 이름           | 소속정당     | 임기                              | 선거구역 |
| ------ | -------------- | ------------ | --------------------------------- | --- |
| 제15대 | 이국헌(李國憲) | 신한국당     | 1996년 5월 30일 ~ 2000년 5월 29일 | 고양시 덕양구 일원 |
| 제16대 | 곽치영(郭治榮) | 새천년민주당 | 당선 무효                         | 고양시 덕양구 갑: 주교동, 원신동, 흥도동, 성사1동, 성사2동, 고양동, 관산동, 화정1동, 화정2동                                   |
| 제16대 | 유시민(柳時敏) | 개혁국민정당 | 2003년 4월 25일 ~ 2004년 5월 29일 | 고양시 덕양구 갑: 주교동, 원신동, 흥도동, 성사1동, 성사2동, 고양동, 관산동, 화정1동, 화정2동                                   |
| 제16대 | 이근진(李根鎭) | 새천년민주당 | 2000년 5월 30일 ~ 2004년 5월 29일 | 고양시 덕양구 을: 효자동, 신도동, 창릉동, 능곡동, 행주동, 행신1동, 행신2동, 화전동, 대덕동                                     |
| 제17대 | 유시민(柳時敏) | 열린우리당   | 2004년 5월 30일 ~ 2008년 5월 29일 | 고양시 덕양구 갑: 주교동, 원신동, 흥도동, 성사1동, 성사2동, 고양동, 관산동, 화정1동, 화정2동                                   |
| 제17대 | 최성(崔星)     | 열린우리당   | 2004년 5월 30일 ~ 2008년 5월 29일 | 고양시 덕양구 을: 효자동, 신도동, 창릉동, 능곡동, 행주동, 행신1동, 행신2동, 행신3동, 화전동, 대덕동                            |
| 제18대 | 손범규(孫範奎) | 한나라당     | 2008년 5월 30일 ~ 2012년 5월 29일 | 고양시 덕양구 갑: 주교동, 원신동, 흥도동, 성사1동, 성사2동, 고양동, 관산동, 화정1동, 화정2동                                   |
| 제18대 | 김태원(金兌原) | 한나라당     | 2008년 5월 30일 ~ 2012년 5월 29일 | 고양시 덕양구 을: 효자동, 신도동, 창릉동, 능곡동, 행주동, 행신1동, 행신2동, 행신3동, 화전동, 대덕동                            |
| 제19대 | 심상정(沈相奵) | 통합진보당   | 2012년 5월 30일 ~ 2016년 5월 29일 | 고양시 덕양구 갑: 주교동, 원신동, 흥도동, 성사1동, 성사2동, 고양동, 관산동, 화정1동, 화정2동                                   |
| 제19대 | 김태원(金兌原) | 새누리당     | 2012년 5월 30일 ~ 2016년 5월 29일 | 고양시 덕양구 을: 효자동, 신도동, 창릉동, 능곡동, 행주동, 행신1동, 행신2동, 행신3동, 화전동, 대덕동                            |
| 제20대 | 심상정(沈相奵) | 정의당       | 2016년 5월 30일 ~ 2020년 5월 29일 | 고양시 갑: 덕양구 주교동, 원신동, 흥도동, 성사1동, 성사2동, 고양동, 관산동, 화정1동, 화정2동, 일산동구 식사동                  |
| 제20대 | 정재호(鄭在浩) | 더불어민주당 | 2016년 5월 30일 ~ 2020년 5월 29일 | 고양시 을: 효자동, 신도동, 창릉동, 능곡동, 행주동, 행신1동, 행신2동, 행신3동, 화전동, 대덕동                                   |
| 제21대 | 심상정(沈相奵) | 정의당       | 2020년 5월 30일 ~ 2024년 5월 29일 | 고양시 갑: 덕양구 주교동, 원신동, 흥도동, 성사1동, 성사2동, 고양동, 관산동, 화정1동, 화정2동                                   |
| 제21대 | 한준호(韓俊鎬) | 더불어민주당 | 2020년 5월 30일 ~ 2024년 5월 29일 | 고양시 을: 덕양구 효자동, 신도동, 창릉동, 능곡동, 행주동, 행신1동, 행신2동, 행신3동, 화전동, 대덕동, 일산동구 백석1동, 백석2동 |
| 제22대 | 김성회(金城會) | 더불어민주당 | 2024년 5월 30일 ~ 현재            | 고양시 갑: 주교동, 원신동, 흥도동, 성사1동, 성사2동, 고양동, 관산동, 화정1동, 화정2동, 고양시 일산동구 식사동                  |
| 제22대 | 한준호(韓俊鎬) | 더불어민주당 | 2024년 5월 30일 ~ 현재            | 고양시 을: 덕양구 효자동, 신도동, 창릉동, 능곡동, 행주동, 행신1동, 행신2동, 행신3동, 화전동, 대덕동                            |

## 같이 보기
- 고양군 (1988년 선거구)
- 고양시 덕양구 (선거구)
- 고양시 덕양구 갑
- 고양시 덕양구 을
- 고양시 갑
- 고양시 을
- 고양시의 국회의원
- 고양시 일산동구의 국회의원
- 고양시 일산서구의 국회의원